# Portlandska vaza
Portlandska vaza ili Vaza Barberini čuvena je amfora visoka 24,5 cm, najpoznatija posuda rađena u kameja tehnici. Ovo remek-djelo bilo je od 16. stoljeća u privatnom posjedu, tako da se ne zna kada je i kako otkrivena. Danas se nalazi u Britanskom muzeju u Londonu (inv.br. GR 1945,0927.1).
Tijelo i drške ove vaze od plavog su kobalta, a reljefne predstave od neprozirnog bijelog stakla. Bogato je ukrašena figurama.
Pretpostavlja se da je na vazi prikazan susret Peleja i Tetide.
Na osnovu dvodimenzionalnosti predstave i hladne elegancije smatra se da je Portlandska vaza nastala u aleksandrijskim radionicama u vrijeme Oktavijana.

## Vanjske poveznice
- Portlandska vaza Hrvatska enciklopedija
- Portlandska vaza na web stranici Britanskog muzeja